# Hieracium oioense
Hieracium oioense es una especie de planta con flor del género Hieracium, de la familia Asteraceae, orden Asterales.

## Distribución
Hieracium oioense se distribuye por Estonia.

## Taxonomía
Fue descrita científicamente por Dahlst. ex Üksip.